# Episodi di Profit
Di seguito la lista degli episodi della prima e unica stagione della serie televisiva Profit.
| nº | Titolo originale | Titolo italiano | Prima TV USA     | Prima TV Italia |
| -- | ---------------- | --------------- | ---------------- | --------------- |
| 1  | Pilot            |                 | 8 aprile 1996    |                 |
| 2  | Hero             |                 | 15 aprile 1996   |                 |
| 3  | Sykes            |                 | 22 aprile 1996   |                 |
| 4  | Healing          |                 | 29 aprile 1996   |                 |
| 5  | Cupid            |                 | 21 ottobre 1997  |                 |
| 6  | Chinese Box      |                 | 28 ottobre 1997  |                 |
| 7  | Security         |                 | 4 novembre 1997  |                 |
| 8  | Forgiveness      |                 | 11 novembre 1997 |                 |